# Teresa Fogliazzi
Maria Teresa Fogliazzi, född 1733 i Borgo San Donnino (i dagens Fidenza), död 31 oktober 1792 i Cormano, var en italiensk ballerina. Hon var under en stor del av sin karriär engagerad vid den kejserliga baletten i Wien, där hon var en av dess mer omtalade stjärnor.

## Biografi

### Tidiga år
Hon föddes som dotter till Agostino och Elisabetta Tagliasacchi. Familjen var välsituerad och del av den habsburgska byråkratin i dåtidens österrikiskt dominerade Emilia-Romagna. Teresas bror Francesco fick arbete som advokat och högre tjänsteman åt styret i området.
Från Fidenza flyttade hon via Parma och Pavia till Milano, där hon i slutet av tonårstiden kom att uppmärksammas för sin talekonst och talang som dansös. Hennes skönhet var omskriven, och hon var eftersökt till aftonsammankomster och olika salonger. Bland annat sågs hon ett antal gånger på tillställningar arrangerade hos familjen Serbelloni, en av de ledande mötesplatserna för konstnärer och intellektuella i Milano i slutet av 1700-talet.

### Karriär i Wien
Via sällskapslivet i Milano blev hon bekant med florentinaren Gasparo Angiolini, dansare och koreograf och framtida förnyare av pantominbaletten under 1760- och 1770-talet. De två gifte sig 1754, och hon följde därefter med maken på hans turnéer runt om i de europeiska furstehoven.
Redan 1752 hade hon dock gjort sin första resa till Wien. Resan dit föregicks av rekommendationer från greven och teaterkonnässören V. Bigli. Samma år hyllades hon i skrift av den Milano-boende poeten P. Metastasio, som blev en nära vän och exempelvis år 1767 beskrev Fogliazzis "förföriska vältalighet" (seduttrice eloquenza).
Under den längre vistelsen i Wien blev hon 1753 bekant med Giacomo Casanova, som kom att förälska sig i henne. Han beskrev henne i sina senare memoarer som "en milanesisk dansös med espri, utsökt röst, bildning och – icke minst – bedårande skönhet" (franska: une danseuse milanaise qui avait de l'esprit, un ton excellent, de la littérature, et, qui plus est, était fort jolie). Båda hennes bröder Francesco och Alessandro har i olika brev vittnat om hennes dansande.
Från och med 1755 umgicks hon flitigt i högreståndskretsarna i Wien, där hon en tid var prima ballerina. Åren 1758 till 1766 tillbringade hon i staden tillsammans med maken Angiolini, som verkade som arrangör av baler och baletter vid det kejserliga hovet. Den inflytelserike statskanslern W.A. Kaunitz hjälpte henne till en upplyft ställning i den wienska societén, och hon kom där att överglänsa den tidigare mästersångerskan Caterina Gabrelli.
Fogliazzi utnyttjade sin relation med Kaunitz, som hon umgicks flitigt med, till att fungera som informatör och mellanhand i relationerna mellan societetén i Wien och de högre kretsarna i Milano. I gengäld beskänktes hon återkommande med gåvor i form av juveler och annat dyrbart.

### Sankt Petersburg och Milano
1766 kallades Angiolini till Sankt Petersburg, för att där arbeta som balettmästare vid hovet. Fogliazzi bodde där i perioder, tillsammans med sin make, men klagade i brev hem till Italien över det kalla norden, de stängda fönstren och behovet av att bära varma pälsar. 1773 återvände hon permanent till Milano och flyttade in hos sin bror Francesco. Hon blev åter del av 1770-talets livliga milanesiska högreståndsliv, inklusive i societetslivet kring familjen Malcacciata. Men även Angiolinis stigande stjärna på den milanesiska teaterscenen gjorde paret till centrum för många sammankomster.
Fogliazzi och hennes make omgavs även av en del hårdare omdömen, och A. Barbiano de Belgioioso kritiserade henne för att vara en intrigmakerska av rang. Kejsarinnan Maria Teresa beskrev i ett brev 1774 Angiolini för att vara något uppblåst i sitt agerande i en långdragen konflikt inom den milanesiska teatern.

### Barn och sista åren
Fogliazzis vittförgrenade kontaktnät gav även yrkesmöjligheter åt hennes många barn. Dessa inkluderade Francesco Antonio (född i Wien 1755 – möjligen som frukt av förhållandet med Kaunitz), som fick diplomatiska uppdrag och under Napoleontiden var lokal prefekt. Där fanns också Giuseppe (född 1762), tidvis i tjänst hos greve Greppi, och Pietro (född 1764) som gick i sina föräldras fotspår och blev en uppskattad dansare. Även Nicolò (född 1765) och Pasquale (född 1766) verkade som dansare, medan dottern Fortunata var prima ballerina i Wien mellan 1793 och 1808.
Teresa Fogliazzi avled den 31 oktober 1792, vid 59 års ålder, i familjehemmet i Cormano nära Milano.